# Solen (musikgrupp)
Solen är en svensk indiepopgrupp med stora inslag av alternativ rock. Deras debutalbum kom 2012 och de har sedan dess släppt fyra album till. Bandmedlemmarna kommer från början från Gävle, Västerberg och Fagersta men alla var senare bosatta i Stockholm och Uppsala. 2021 återkom Solen efter tre års tystnad med singeln "Mitt nya liv" och tillkännagav att Olle Darmell lämnade bandet i april 2019. Bandets femte album Idol släpptes i oktober 2023 på vilket artisten Stella Explorer medverkar i en av låtarna.

## Medlemmar
- Erik Hillborg (sång och gitarr)
- Gustav Karlsson (gitarr)
- Nils Dahlqvist (bas)
- Johan Kilström (keyboard och gitarr)

## Diskografi

### Album
- Solen (2012)
- Till dom som bryr sig (2014)
- Känslor säljer / Miljonär (2017)
- Totalmusik (2021)
- Idol (2023)

### EP:s
- Ossians sånger (2012)

### Övriga källor
- Solen på Discogs (engelska)